# Lyprauta subterminalis
Lyprauta subterminalis är en tvåvingeart som först beskrevs av Thomas Say 1829.  Lyprauta subterminalis ingår i släktet Lyprauta och familjen platthornsmyggor. Inga underarter finns listade i Catalogue of Life.